# ヨラ・ビンク
ヨラ・ビンク（Jola Bink　1964年9月21日- ）はオランダの柔道選手。階級は48kg級。

## 人物
1982年にパリで開催された世界選手権48kg級に出場して18歳にして銅メダルを獲得した。1983年のベルギー国際で優勝するが、ヨーロッパ選手権では5位に終わった。1984年のドイツ国際では3位になった。

## 主な戦績
- 1981年 - イギリス国際　3位
- 1982年 - オーストリア国際　2位
- 1982年 - 世界選手権　3位
- 1983年 - ベルギー国際　優勝
- 1983年 - ヨーロッパ選手権　5位
- 1984年 - ドイツ国際　3位